# میرعماد حسنی

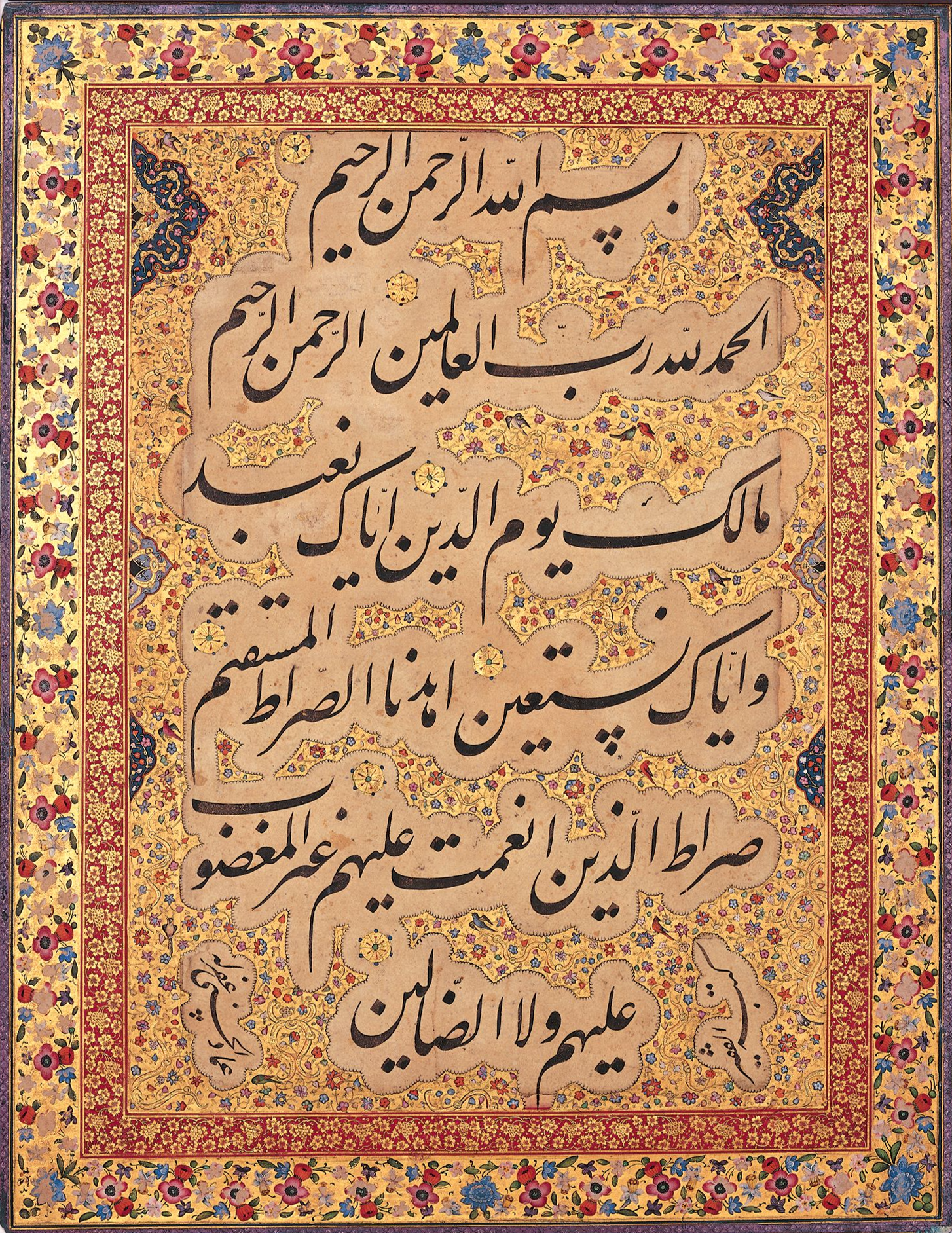
سوره حمد از قرآن به خط میرعماد حسنی

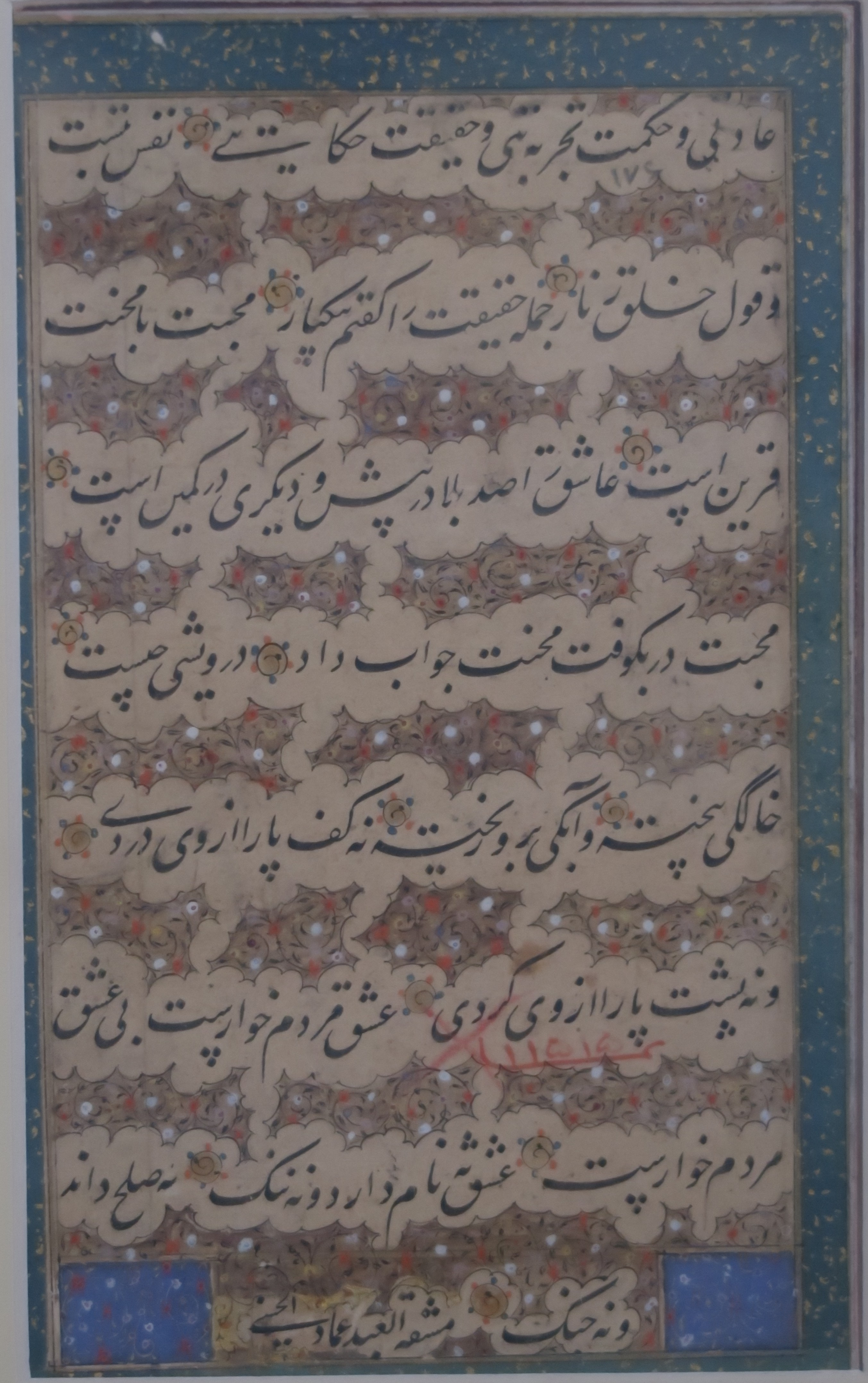
نمونه کتابت به خط میرعماد حسنی

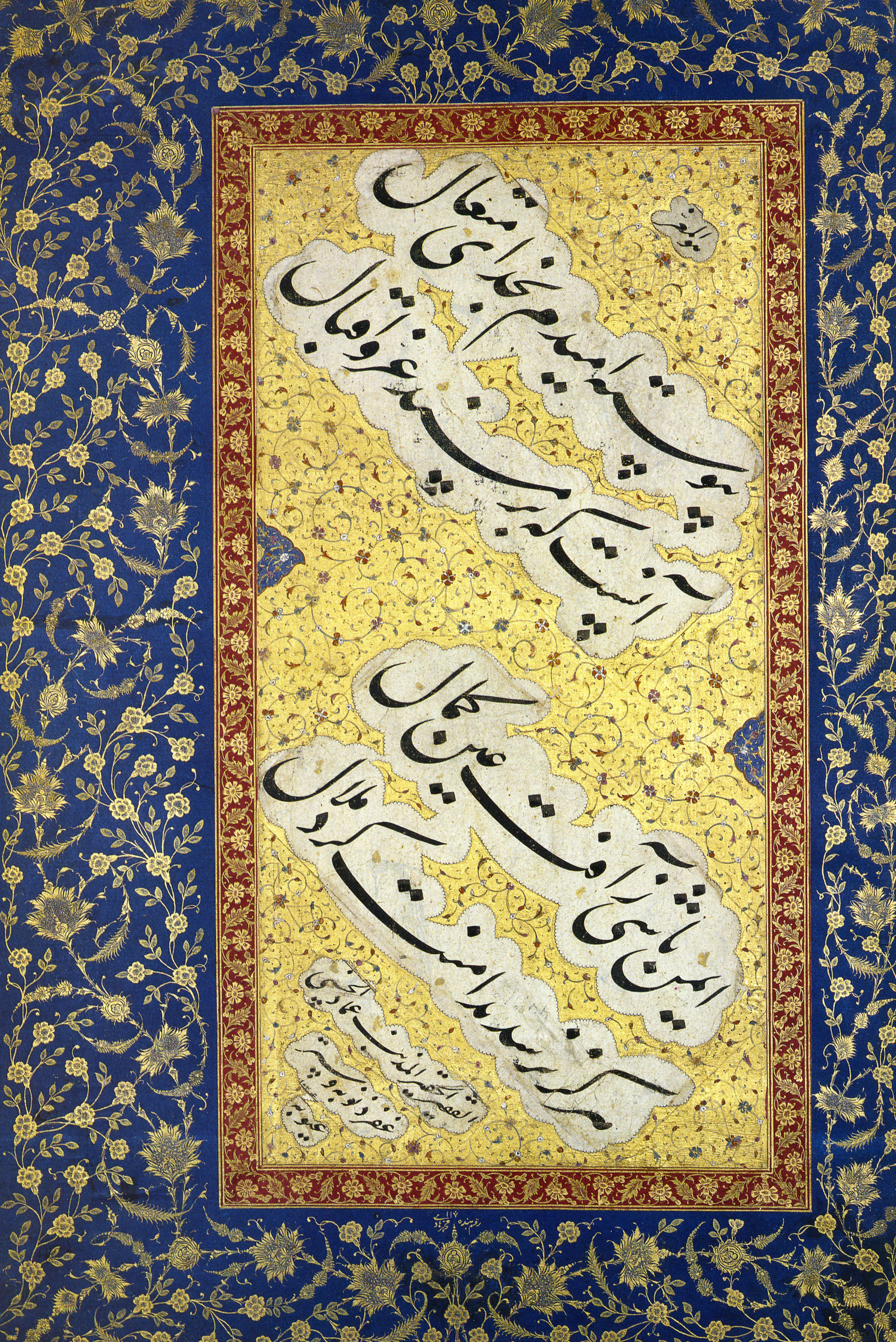
چلیپایی از میرعماد بزرگ‌ترین نستعلیق‌نویس همه اعصار

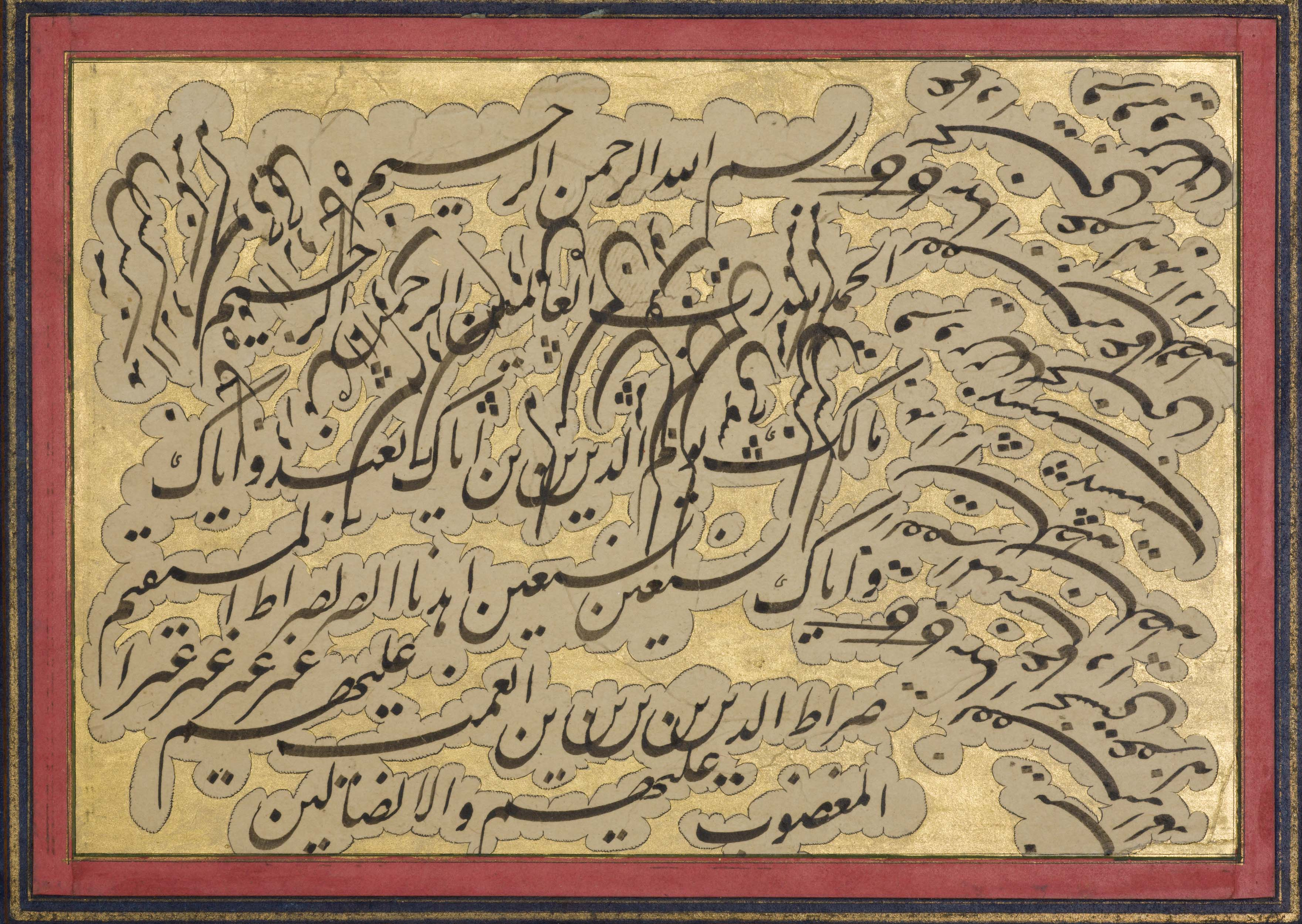
سیاه‌مشق نستعلیق به خط میرعماد

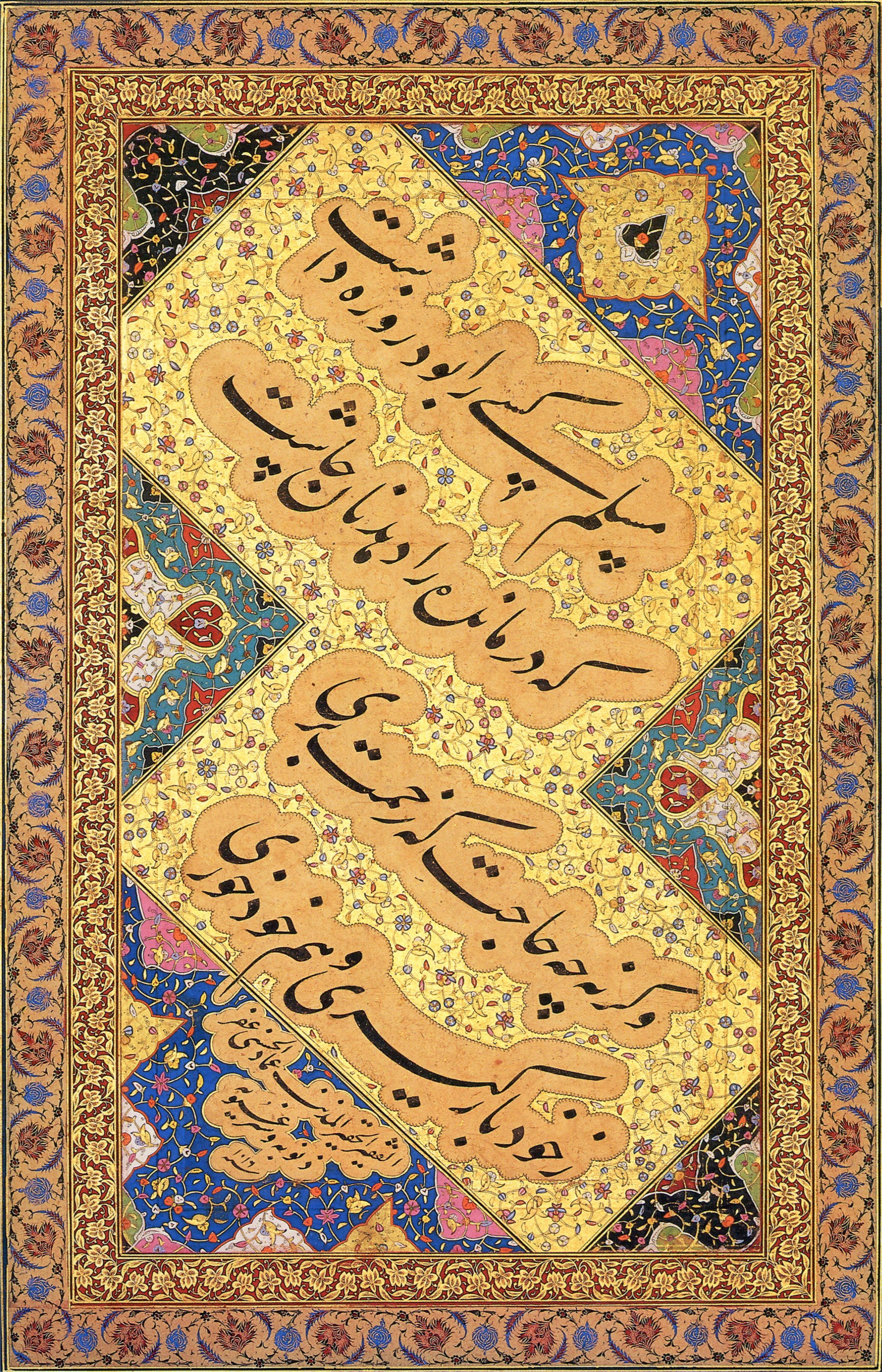
نمونه‌ای از نستعلیق چلیپا از میرعماد؛ «مسلم کسی را بُود روزه داشت / که درمانده (ای) را دهد نان چاشت // وگرنه چه حاجت که زحمت بری / ز خود بارگیری و هم خود خوری»

میر عمادالملکْ جلال‌الدینْ محمد بن ابراهیم خوشنویس سیفی حسنی قزوینی (۱۵۵۴–۱۶۱۵ میلادی/ ۹۶۱–۱۰۲۴ ه‍.ق) معروف به میرعماد خوشنویس پرآوازه و از سرآمدان هنر خوشنویسی ایرانی و بزرگ‌ترین خوشنویسان در خط نستعلیق است. به همین جهت «خط میر» برای حسن خط مثل بوده است. در سال ۱۰۲۴ ه‍.ق شاه عباس صفوی وی را متهم به پیروی از مذهب تسنن کرد و دستور به قتل رساندن ایشان را صادر کرد. از او آثار فراوانی باقی مانده که در موزه‌های ایران و جهان و مجموعه‌های شخصی نگهداری می‌شود. میرعماد خود را از سادات حسنی می‌دانست و از این رو رقم یا امضایش بیشتر «میرعماد الحسنی» بود. این خطاط پر آوازه گاهی با نام «میرداماد» نیز خطاب می‌شد.

## ارزش هنری

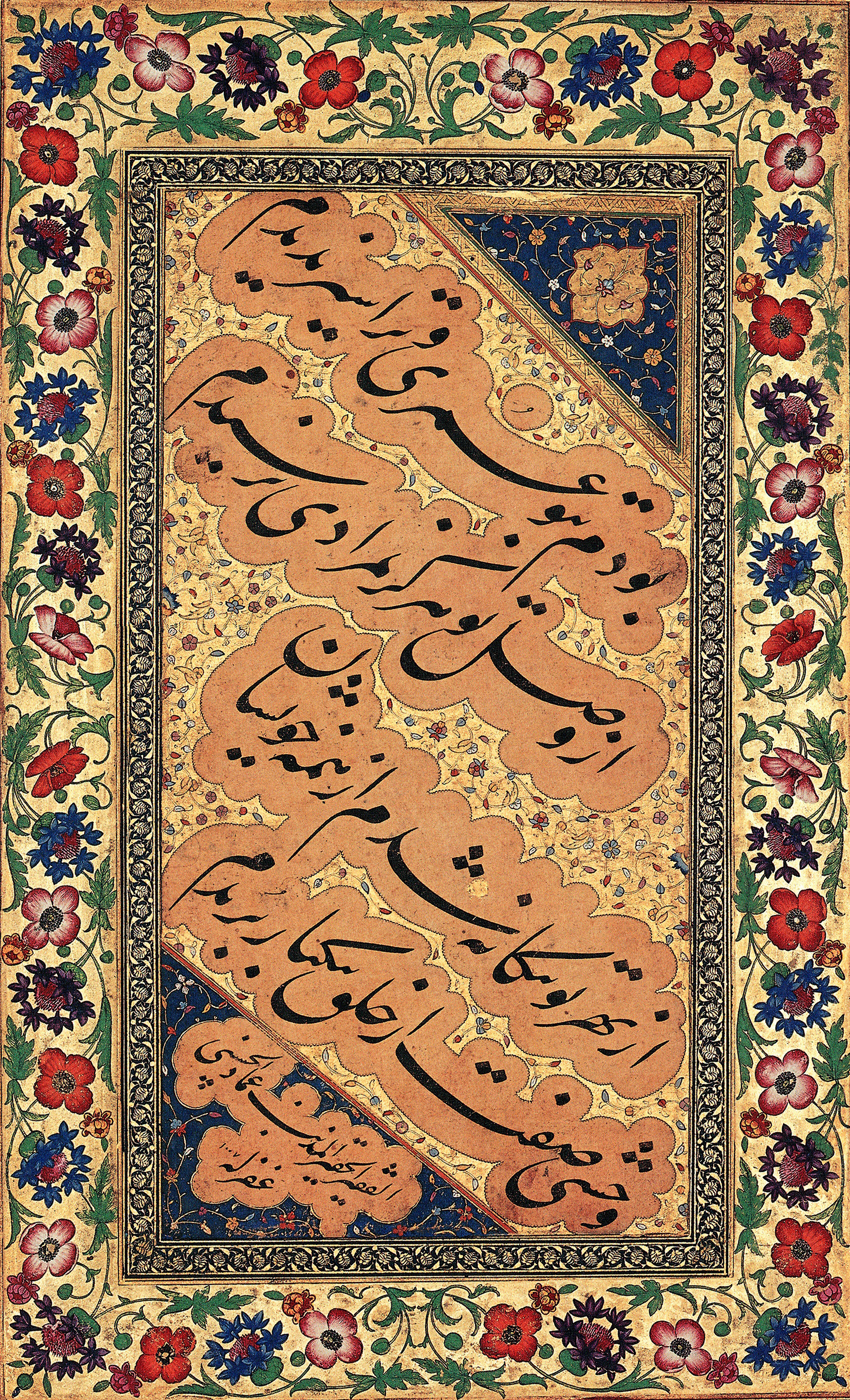
برخی از اشعار میرعماد حسنی قزوینی

میرعماد الحسنی سیفی قزوینی از مشهورترین خوشنویسان تاریخ هنر ایران است که توانست پایهٔ خط نَستَعلیق را چنان مستحکم نماید که تمام صاحب‌نظران خطوط اسلامی آن را عروس خطوط نامیدند. قلم او بیشترین تأثیر خود را در عرصهٔ خط نَستَعلیق گذاشته است.
باید پذیرفت که میرعماد یک شخصیت فراملی است که دارندهٔ پربارترین آثار هنری برای ایران است. آثار میرعماد گواه این سخنند که میر به دو اصل نهایی اصول دوازده‌گانهٔ خوشنویسی یعنی شأن و صفا، رسیده است. خط میر دارای چنان زیربنای محکمی است که حتی در زمان حیاتش تأثیر فراوانی برهم‌روزگاران خود داشت و همین‌طور پس از وی چندین قرن خوشنویسان از روی قطعاتش مشق کرده‌اند، هر چند هیچ‌کدام نتوانستند به جایگاه او دست یابند. میرعماد هنرمندی آزاده، بلند نظر و وارسته بود و هنر را برای نفس هنر دوست می‌داشت و با شاگردان خود چنان بود که آنان از عالم استاد و شاگردی قدم فراتر نهاده و روابط مرید و مرادی یافته بودند و حتّی بعضی برای میر جنبهٔ ظهور کرامات نیز قائل شده‌اند. میر صدها شاگرد برجسته تعلیم و تربیت نمود که هر کدام نام‌آورانی شدند که نام و هنرشان پشتوانهٔ فرهنگ کشور ایران است. افزون بر خوشنویسان ایرانی مقلدان خط میرعماد در میان خوشنویسان عثمانی و هند فراوان بوده‌اند.
میرعماد با پالایش خطوط پیشینیان و زدودن اضافات و ناخالصی‌ها از پیکره نَستَعلیق و نزدیک کردن شگرف نسبت‌های اجزای حروف و کلمات، به اعلا درجهٔ زیبایی یعنی نسبت طلایی رسید و قدمی اساسی در اعتلای هنر نستعلیق برداشت. با بررسی اکثریت قاطع حروف و کلمات میرعماد متوجه می‌شویم که این نسبت به عنوان یک الگو در تار و پود حروف و واژه‌ها وجود دارد و زاویه ۴۴۸/۶۳ درجه که مبنای ترسیم مستطیل طلایی است، در شروع قلم‌گذاری و ادامه رانش قلم، حضوری تعیین‌کننده دارد. این مهم قطعاً در سایه شعور و حس زیبایی‌شناسی وی حاصل آمده، نه آگاهی از فرمول تقسیم طلایی از دیدگاه هندسی و علوم ریاضی. میرعماد این نسبت‌ها را نه تنها در اجزای حروف بلکه در فاصله دو سطر و مجموعه دو سطر چلیپاها و کادرهای کتابت و قطعات رعایت می‌کرده است. وی چلیپانویسی و قطعه‌نگاری را به مرتبه یک فرهنگ ارتقا داد و به عنوان هنری مستقل از کاربرد خط نستعلیق در قاب تاریخ نشاند.
میرعماد ذوق شعر نیز داشته و اشعاری به او منسوب است. پاره‌ای از اشعار او در «امتحان الفضلاء» میرزای سنگلاخ

### ویژگی هنری
از لحاظ اسلوب خط میر تابع شیوهٔ میرعلی هروی بود که بعد از عزیمت به اصفهان به شیوهٔ بابا شاه مشق نمود. عمده قطعات او در قالب چلیپا است که نحوهٔ ترکیب‌بندی خطوط میر سرمشق تمام چلیپانویسان است. او این فرم نوشتاری را به اوج رساند و شیوهٔ سیاه‌مشق‌های او بعدها الگویی برای استادان قرون بعدی مانند میرزا غلامرضا در قرن ۱۳ ه‍.ق گردید.
بنا به رأی کارشناسان خط ایرانی در عالم نستعلیق از ابتدا تاکنون کمتر خوشنویسی یافت شده که خطش به استواری و قدرت و شیوایی قلم میر باشد.
مهدی بیانی در مورد او می‌گوید: «میر در لطف قلم و قدرت کتابت، ید بیضا نمود و خط او بدون اصلاح، استوار و خوش‌اندام است، خفی را نمکین و جلی را استوار و شیرین می‌نوشت».
زیبایی خط او عالم‌گیر شد و شعرا در وصف او شعر می‌سرودند از جمله میر عبدالغنی تفرشی از شعرای معاصر میرعماد در یک رباعی گفته است:
| تا کلک تو در نوشتن اعجاز نماست |  | بر معنی اگر لفظ کند ناز رواست |
| هر دایره تو را فلک حلقه به گوش |  | هر مدّ تو را مدّت ایام بهاست.   |

آوازهٔ شهرت میر در زمان حیات و ممات عالم‌گیر شد و در بلاد هند و عثمانی آثار او را به بهای زر خرید و فروش می‌کردند و شاهان به داشتن آثار او مباهات داشتند.
خط میرعماد در زمان زندگانی‌اش نه تنها در ایران و دربار صفوی بلکه در دربار گورکانیان هند و پادشاهان عثمانی نیز آوازه‌ای بلندپایه داشت. گفته می‌شود که خط او را در زمان زندگی‌اش با طلا معاوضه می‌کردند و در هنگام مرگ از ثروتمندترین مردان ایران بوده، چنان‌که خانه‌اش را وزیر وقت نتوانست بخرد.

## زندگی
دربارهٔ زندگی او در تذکره‌ها و رسالات و متون مختلف مطالب فراوانی آمده؛ اما گوشه‌های پنهان زندگی او همواره ناشناخته مانده است. میرعماد در قزوین متولد شد و دوران کودکی و نوجوانی خود را در قزوین گذراند و برای تکمیل هنر خود به تبریز سفر کرد. در مورد سالیان ابتدایی زندگی او و آغاز یادگیری‌اش در قزوین سخنان زیادی به میان است، اما هیچ‌کدام قطعی نیست.
تولدش سال ۹۶۱ در قزوین و مرگش ۱۰۲۴ بوده از خاندان بزرگ سیفی قزوین بود. مستقیم‌زاده در تذکرهٔ تحفه الخطاطین اسم او را محمد و پدرش را حسین می‌نامد. بعدها به «عمادالملک» و «میرعماد» مشهور شد و شهرت وی سراسر ممالک گیتی را فراگرفت. نسبت او چنان‌که در دست‌نویس‌هایش مشاهده می‌شود از سادات بلندمرتبهٔ حسنی بوده و جد او از کاتبان و کتابداران دورهٔ صفوی در قزوین بوده است.
بنا به گفتهٔ آنه‌ماری شیمل در کتاب خوشنویسی و فرهنگ اسلامی، میرعماد در سن ۸ سالگی شروع به آموزش خط نمود. در کودکی، در قزوین به تحصیل علوم و مبانی خوشنویسی در نزد استادانی چون عیسی رنگ‌کار و مالک دیلمی پرداخت و در جوانی برای تکمیل هنر خود به تبریز مسافرت کرد و از تعلیمات استاد مشهور زمان ملاّ محمدحسین تبریزی بهره گرفت. می‌گویند میرعماد روزی قطعه‌ای از خط خود را به ملا محمدحسین تبریزی نشان داد؛ استاد فرمود: «اگر چنین توانی نوشت بنویس وگرنه قلم فرو گذار.» میر گفت: «خود نوشته‌ام». استاد روی او را بوسید و خط او را روی چشم گذارد و فرمود: «امروز استاد خوشنویسان هستی» و او را از شاگردی بی‌نیاز دانست.
میرعماد مدت‌ها از روی آثار استادان دیگری همچون باباشاه اصفهانی و سلطانعلی مشهدی به خصوص میر علی هروی مشق کرد و از میان هزاران خوشنویس که در مدت شش قرن قبل از وی خودنمایی کرده‌اند، سرآمد همه شد و حدّ این هنر را به سر حد اعجاز و کمال آن رسانید و در این هنر به جایی رسید که رونق دیگر استادان را شکست.
به قول صاحب گلستان هنر میر ابتدا برای زیارت کعبه به مکه سفر کرد و صاحب تذکرهٔ خط گوید: محمد هلال بن نجم‌الدین از بزرگان شام به نیت فراگیری مقدمات نستعلیق در این سفر همراه او بود.
میرعماد از تبریز به عثمانی و حجاز رفت و سپس به ایران بازگشت. مدتی در خراسان و هرات به کاتبان کتابخانهٔ فرهادخان قره‌مانلو، از امرای لشکریان شاه عباس، پیوست. پس از قتل فرهادخان به قزوین آمد و در ۱۰۰۸ قمری به اصفهان رفت. شاه عباس دوازده سال بود که بر تخت نشسته بود و صفویه در اوج قدرت و شوکت به سر می‌برد. از این رو، هنرمندان و صنعتگران راهی اصفهان می‌شدند تا از نظر مادی و معنوی ترقی کنند. میرعماد نیز عریضه‌ای به نستعلیق در مدح شاه نوشت و برای او فرستاد. شاه را خوش آمد و او را به دربار فرا خواند.
میر با توجه به اسامی شهرها که در قطعات و کتاب‌هایی که نوشته آورده است و سندهای قدیمی، او به حلب، دمشق، عثمانی و حجاز مسافرت کرده و احتمالاً به زیارت مکه نیز نائل شده است و در داخل ایران به اصفهان، قزوین، سمنان، دامغان، طبرستان و خراسان سفر نموده است. میرعماد تغییراتی در قواعد نستعلیق به‌وجود آورد. او شانزده سال در اصفهان اقامت کرد. شاگردان بسیاری را آموزش داد و آثار فراوانی از خود به‌جا گذاشت.
میرعماد در بازگشت به ایران در سلک هنرمندان کتابخانهٔ فرهادخان قره‌مانلو که از بدو سلطنت شاه عباس اول مصدر مشاغل لشکری و کشوری بودند قرار گرفت و چند سال در تمام مدت حکومت فرهادخان در سمنان و دامغان و طبرستان و بسطام و خراسان همراه و ملازم او بود تا به سال ۱۰۰۷ ه‍.ق فرهادخان به‌دست الله‌وردی‌خان از سرداران شاه عباس به قتل رسید و همان زمان میر از خراسان به قزوین بازگشت و به قول کلمان به گیلان رفت و دوباره به قزوین بازگشت و مقیم شد. این دوران مصادف با سلطنت شاه عباس است که اصفهان به صورت یکی از زیباترین شهرهای ایران درآمده بود. مرکزیت هنری این شهر باعث شد تا میرعماد در سال ۱۰۰۸ ه‍.ق برای خدمت به شاه عباس راهی اصفهان شود. به محض رسیدن او به شهر عریضه‌ای نوشت که در مرقع گلشن به بیان کامل متن نامه پرداخته شده است.
شاه پس از استحضار از مضمون نامه و اطلاع از هنر میر او را به دربار فرا خواند و مورد لطف و عنایت خود قرار داد میرعماد به شکرانهٔ این مرحمت شاهانه قطعات خط با اشعاری در مدح شاه نوشت و تقدیم نمود.
میرعماد پس از اقامت در دربار شاه به لطف و عنایتی که در حق او می‌شد مفتخر گردید و با اخلاق کریمه خود مورد ستایش شاه و نور چشم او گردید. این مورد باعث حسادت و فتنه و عداوت شد تا جایی که میر به‌خاطر نامردی‌ها با سرودن اشعاری گله‌مندی‌های خود را ابراز داشت. این فتنه‌ها باعث کم‌رنگ شدن محبت شاه نسبت به میر گردید و در عوض علیرضا عباسی مورد تفقد شاهانه قرار گرفت. محبوبیت علیرضا عباسی نزد شاه به حدی شد تا جایی که شاه شمعدان به دست بالای سر او ایستاده تا وی مشق خط نماید. این عمل شاه باعث دلگیری میر گردید. پس خطاب به شاه، شعری به خط خود نوشت و فرستاد. این کدورت به حدی بالا گرفت که زبان میر نسبت به شاه نیش‌دارتر و کینه‌توزانه‌تر شد. کینهٔ حسودان به جایی رسید که اشعار میرعماد را که در نکوهش شاه سروده و نوشته بود را به سمع و نظر شاه عباس برسانند. شاه از کردهٔ میر ناراحت شد و برای صحت ادعای دیگران ۷۰ تومان فرستاد و درخواست کتابت شاهنامه را بنمود. پس از یک سال، شاه پیکی فرستاد و درخواست کتاب را نمود. میرعماد ۷۰ بیت را که نوشته بود ارسال نمود و در جواب پیغام شاه می‌گوید:
بگویید وجه سر کار زیاده بر این کفایت نکرد و مقدار پول به اندازهٔ ابیات نگارش شده است. شاه از این عمل برآشفت و ابیات را پس فرستاد. میر کلیهٔ ابیات را با قیچی برید و هر بیت را به مبلغ یک تومان به شاگردان خود فروخت و پول شاه را پس فرستاد. این عمل میرعماد باعث نفرت شاه از میرعماد گردید. از دیگر دلایل نفرت شاه از میر مذهب تسنن اوست.

### لقب‌ها
میرعماد از سادات سیفی حسنی و با کُنیه قزوینی است و چون پیرو مسلک «عمادالملک» بود این لقب را به خود گرفت. عبدالمحمد خان و کلمان هوار و مستقیم‌زاده بیان می‌کنند: میرعماد به دلیل لقب حامی خود عمادالملک از بزرگان صفوی لقب عماد را برخود نهاد. مهدی بیانی به این نظریه با دیدهٔ تردید می‌نگرد و می‌گوید: عموم تذکره‌نویسان او را به نام میرعماد می‌خوانند و واضح است که در زمان حیات هم به این نام معروف بود. بیانی می‌افزاید که لقب عمادالملک مربوط به شخص میرعماد است؛ زیرا ۹ فقره از آثارش با نام عمادالملک رقم خورده است.
در یک نسخه از تکلمه النفخات عبدالغفور لاری میرعماد در حواشی آن نسب خود را چنین بیان کرده است: (عماد بن ابراهیم الحسنی)
نسبت سیادت میر را همهٔ تذکره‌نویسان حسنی دانسته که از خاندان سیفی قزوین بوده است و در دستگاه دولتی صفوی مصدر کتابداری و مستفی و دارای پایهٔ بلند بوده‌اند. نام میرعماد جلال‌الدین محمد خوش‌نویس و پدرش میرشریف از بنی اعمام قاضی جهان سیفی قزوینی وزیر شاه طهماسب صفوی و حسن علی سیفی جد میر را نام برده‌اند.
در مورد سیادت حسنی یا حسینی میرعماد شک هست. غلام‌محمد هفت‌قلمی و کلمان هوار و عبدالمحمدخان او را حسینی می‌دانند. اما به احتمال زیاد حسنی است؛ و گاهی حسینی یا حسنی رقم می‌زده است. اما در یک قطعه بنا به گفتهٔ بیانی نوشته شده (مشقه عماد ثانی حسینی) و شک برطرف گردید؛ یعنی قریب نیم قرن بعد از میرعماد شخصی به‌نام میرعماد الحسنی یا حسینی می‌زیسته است این مطلب از کتاب سرمایهٔ ایمان تصنیف عبدالرزاق لاهیجی آمده که عبارت (تمت الرساله سرمایه ایمان بعون الملک المثال به‌تاریخ روز دوشنبه ۱۹ شهر جمادی‌الاول سنه احدی و سبعین و الف. کتبه العبد عمادالحسینی) است.
برخی از القاب میرعماد الحسنی عبارت‌اند از: عماد – میرعماد – میرعماد حسنی – میرعماد الحسنی – میرعماد حسنی قزوینی – عمادالملک قزوینی – عمادالملک حسنی – عمادالملک حسنی قزوینی – عمادالحسنی قزوینی.

### مذهب
بنا به قول بیشتر تذکره‌نویسان و تاریخ‌نگاران، مذهب او سنی است و این یکی از دلایل قتل میرعماد مطرح شده است. اما هیچ‌گونه مدرک یا سند مستقلی برای آن وجود ندارد. در هیچ‌جا شعر یا متنی به خط او در وصف خلفا دیده نشده، اما هرکجا که نام آل نبی آمده است از آن‌ها به نیکی یاد کرده است و در ارتباط با علی بن ابی‌طالب مناجات‌نامه یا دعای نادعلی را بارها نگارش کرده است. در یک قطعه نوشته: علی‌الله فی کل الامور توکلی و بالخمسة اصحاب العبا توسلی.

### ویژگی‌های اخلاقی
او مردی آزاده و بزرگمنش بود و هنر را برای هنر دوست می‌داشت و برای رسیدن به حد والای هنر خود و دیگران را فراموش می‌کرد تا جایی که گویند مدت ۳ سال سر خود را اصلاح نکرد. ارتباط او با شاگردانش در حد مرید و مرادی بود و برای او قائل به کرامات بودند. نصرآبادی از قول ابوتراب شاگرد میرعماد گفته است: روزی در قهوه‌خانه نشسته بودم میرعماد با رشیدا خواهرزاده‌اش گذر کرد. به خاطرم رسید اگر میر صفای باطن داشته باشد به قهوه‌خانه می‌آید. با این‌که چند قدم بیشتر نرفته بود برگشت قهوه خورد و گفت: از این چیزها در خانهٔ ما هم یافت می‌شود. ابوتراب تنبیه شد. روز دیگر به خانهٔ میر رفت و در بالاخانهٔ او منزل یافت. بنا به اشعار میر برای شاه نشان می‌دهد که او تا حدود زیادی مغرور و طبع حساسی داشته است.

### فرزندان و نزدیکان
از میر پسری به نام میرزا ابراهیم و دختری به نام گوهرشاد باقی‌مانده که هر دو از خوشنویسان چیره‌دست بودند. پس از مرگ میر آن‌ها همراه بسیاری از خوشنویسان و بستگان میر از بیم شاه صفوی به عثمانی یا هند هجرت کردند. از جمله عبدالرشید دیلمی خواهرزاده و شاگرد میر جلای وطن کرده به هندوستان رفت. و جهانگیرشاه او و برخی دیگر از بستگان میر را پناه داد.

### قتل میر

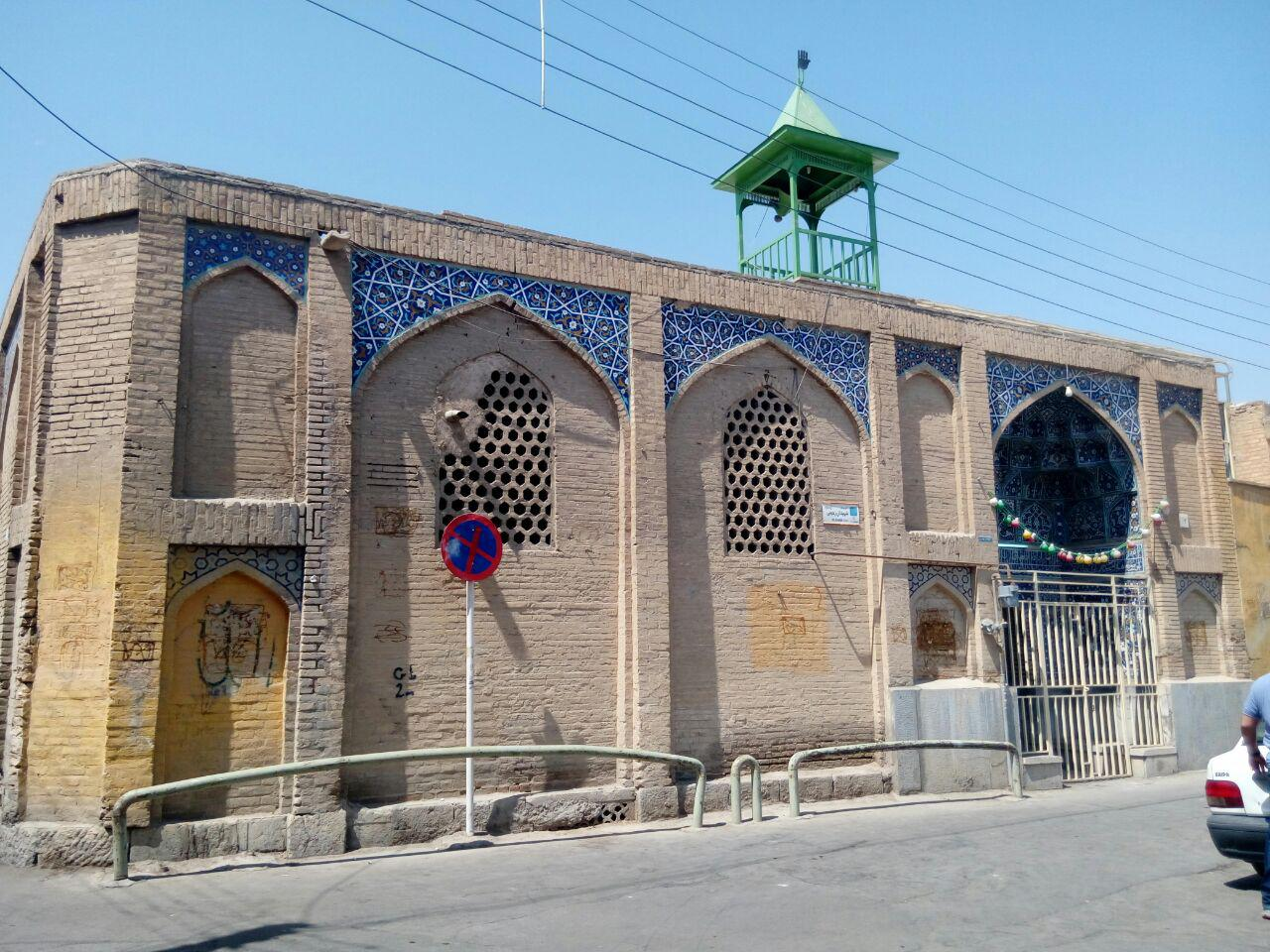
مسجد ظلمات و آرامگاه میرعماد

در کتاب احوال و آثار خوشنویسان اثر مهدی بیانی آمده است: چون میرعماد به تسنن مشهور بود و شاه نسبت به تشیع تعصب داشت. این مورد باعث مزید علت شد که در نهایت منجر به قتل میرعماد گردید. گویند شاه فریاد کشید و گفت: (کسی نیست مرا از دست این مرد خلاص کند) یا (کسی نیست مرا از دست این سنی نجات دهد) یا (کسی نیست این مغرور را بکشد) یا (ما یک تن قزوینی ندیدیم که یک ذرع دم داشته باشد). مقصودبیک مسگر قزوینی رئیس قبیلهٔ شاهسون قزوین به قول صاحب آرای عباسی در آخرین شب ماه رجب ۱۰۲۴ که میرعماد از راه حمام بنا به دعوت مقصودبیک به خانهٔ او می‌آمد، جمعی از اراذل و اوباش را واداشت که در تاریکی شب او را به قتل برسانند.
در تذکرهٔ خط و خطاطان اثر میرزا حبیب اصفهانی آمده است که مقصودبیک از دوستان میر بود که به تحریک شاه این کار را انجام داد. برخی هم بر این عقیده بودند که خشم شاه در ادای این جملات، مرگ میر نبوده است؛ زیرا وقتی شاه از قتل میر خبردار شد، بسیار ناراحت شد و دستور قصاص قاتل را صادر کرد. اما علی قلی خان واله عقیده دارد که قتل میر به اشاره و فرمان شاه بود. جسد مثله‌شدهٔ میر به مدت چند روز روی زمین بود و کسی جرئت خاکسپاری را نداشت. تا این‌که مرید او میرزا ابوتراب وی را در مسجد مقصودبیک واقع در دروازهٔ طوقچی اصفهان به خاک سپرد. در این زمان به دستور شاه بر جسد او احترام گذاشته و گروهی از شاگردان و امرا و شاهزادگان در آن مراسم شرکت داشتند.
گفته می‌شود که میرعماد از نزدیکان بارگاه شاه عباس بود و همین حسادت کسانی را برانگیخت. از جمله علیرضا عباسی (با رضا عباسی اشتباه نگیرید، آن یکی نقاش بود و این یکی خوشنویس) به بدگویی از میرعماد نزد شاه پرداخت و او را سنی مذهب معرفی کرد. میرعماد از چشم شاه افتاد و روز به روز با نیش و کنایهٔ بیشتری با شاه سخن گفت. خشم شاه عباس روزبه‌روز از کنایه‌های میرعماد و سعایت عباسی بیشتر شد و سرانجام مقصود بیک قزوینی، رئیس ایل شاهسون قزوین را بر آن داشت که به معاونت اراذل و اوباش بر سرش بریزند و در تاریکی شب هنگامی که میر به حمام می‌رفت. او را بکشند. گفته می‍شود از آن‌جایی که میر مورد غضب شاه بود تا چند روزی کسی جرئت نداشت جنازه اش را جمع کند و به خاک بسپارد. سرانجام ابوتراب خوشنویس اصفهانی که از شاگردانش بود چنین کرد.
اما پس از قتل میرعماد شاه عباس از این امر ابراز پشیمانی بسیار کرد.
البته به دلایل مختلف از جمله هنردوستی شاه عباس و بلندطبعی علیرضا عباسی دخالت او در قتل میر را یک افسانه بزرگ ساختگی دانسته‌اند که در هیچ‌یک از منابع قدیمی اشاره و ثبت نگشته است. وقتی خبر قتل میر به جهان منتشر شد، موجب تاسف و تأثر هنرشناسان گردید. جهانگیر پادشاه هند نامه‌ای به شاه عباس نوشت که چرا میرعماد را به من ندادی که در مقابل به وزنش جواهر بدهم. مرگ میر به سال ۱۰۲۴ در شصت و سه سالگی زندگی‌اش اتفاق افتاد و مزار او اکنون در اصفهان (مسجد ظلمات و آرامگاه میرعماد) است.
مهدی بیانی می‌گوید: از ترجمهٔ مورخان و تذکره‌نویسان می‌آید که میر در سال ۱۰۲۷ در اصفهان به قتل رسید و بیشتر تذکره‌نویسان همین تاریخ را نقل کرده‌اند. اما مستقیم‌زاده تاریخ مرگ میر را به سال ۱۰۲۴ می‌داند. این قول بیشتر از جانب صاحب عالم‌آرای عباسی است که معاصر با میرعماد است و بیشتر صحیح است. سن میر ۶۳ بود که به تاریخ ۹۶۱ هم می‌رسد.
مدتی بعد، خبر قتل میر به سراسر ایران و بلاد اطراف رسید و به ویژه در هند و عثمانی که شیفتهٔ خط میر بودند مراسم سوگواری به پا شد. جهانگیر شاه هند از روی تأسف اعلام نمود اگر میر را به من داده بودند هم‌وزن او طلا می‌دادم. ابوتراب در وصف استاد خود شعری سرود و سنگ قبری با خط خود برای مزار میر تهیه کرد اما موفق به نصب آن نشد تا عاقبت آن را بر قبر خود او قرار دادند. پس از مرگ میر، خاندان و شاگردان میرعماد از ترس شاه مخفی شده یا به عثمانی و هند هجرت کردند و در آنجا مورد لطف شاهان قرار گرفتند و در اشاعهٔ خط نستعلیق ایرانی در خارج مرزهای ایران سهم به‌سزایی داشتند.

## استادان
در شناسایی اولین استاد میر هیچ اطلاعی در دست نیست. اما از آنجا که او از خانوادهٔ صاحب دیوان بوده است در میان افراد خانواده‌اش به او خط را آموزش داده‌اند. از استادانی که نام برده‌اند یکی عیسی بیک رنگ کار است؛ که این انتساب رد شد؛ زیرا او در سال ۹۸۱ ه‍.ق فوت کرده است. دومین استاد او مالک دیلمی است که در انتساب او شک نیست. ملا محمدحسین تبریزی دومین استاد میرعماد است.
در تذکرهٔ خط و خطاطان آمده است: در ابتدا در شهر قزوین شاگرد عیسی رنگ‌کار بود و بعد در سلک شاگردان مالک دیلمی درآمد. بعدها شهرت ملا محمدحسین تبریزی را شنید و به تبریز سفر کرد و شب و روز به مشق خط پرداخت.
در کتاب مرقع گلشن نوشتهٔ مهدی بیانی آمده است: میرعماد نزد دو تن از استادان خط تعلیم گرفت و پس از اندک زمانی دو استاد، تعلیم میر را نزد خود لازم ندانستند.
دو استاد اصلی میر، مالک دیلمی و محمدحسین تبریزی هستند و عیسی رنگ‌کار و حتی باباشاه اصفهانی هم نمی‌توانند جزو استادان او باشند؛ زیرا عیسی خوشنویس از رکابداران شاه طهماسب اول صفوی بود و بعید است که پس از ۵۴ سال سلطنت شاه، وی حیات داشته باشد؛ خصوصاً که صاحب گلستان هنر نقل می‌کند که او در آخر عمر متولی امامزاده‌ای در گناباد شد و در سال ۹۸۴ درگذشت. همچنین باباشاه به سال ۹۹۶ در اصفهان فوت کرد و میر ۱۲ سال بعد از او به اصفهان رسید.
بیشتر تذکره‌نویسان عقیده دارند که میر از روی خط باباشاه و میرعلی مشق می‌کرد که این مورد صحیح است.
بیانی در کتاب سیر احوال و آثار خوشنویسان می‌گوید: مالک دیلمی به سال ۹۶۶ درگذشت و میر در آن زمان کودکی ۵ ساله بود. اما در استادی محمدحسین تبریزی شکی نیست. گویند میرعماد برای تعلیم خط نزد او رفت تا روزی پس از ممارست و مشق خط‌های بی‌شمار قطعه‌ای نوشت و به نزد استاد برد. محمدحسین چون آن را دید به میر گفت اگر چنین توانی بنویس و گرنه قلم فروگذار و چون میر به استاد گفت خود نوشتن او خط و میر را بوسید و گفت که تو از امروز از استادانی. این سخن به منزلهٔ جواز و تصدیق حسن خط میرعماد است.

## شاگردان
افزون بر آثار بی‌شمار که هر یک از مفاخر هنر ایرانی است و شاگردان بسیاری که در مکتب میرعماد مستقیم و غیرمستقیم تعلیم دیدند؛ یکی از ویژگی‌های میرعماد این است که شاگردان زیادی تربیت کرد. پس از ورود میرعماد به اصفهان شهرت او باعث شد تا شاگردان بسیاری به او روی آورند. این افراد از طبقات مختلفی بودند و در میان آنان شاهزادگان و درباریان به چشم می‌خوردند. او مدت ۱۶ سال اقامت در اصفهان شاگردان بسیاری را تربیت کرد. ازجمله معروف‌ترین آن‌ها می‌توان به این افراد اشاره کرد:
- نورالدین محمد لاهیجی (نورا)
- عبدالرشید دیلمی (رشیدا)
- میرابراهیم (فرزند میرعماد)
- گوهرشاد (دختر میرعماد)
- عبدالجبار اصفهانی
- محمدصالح خاتون‌آبادی
- جمالا (حاجی جمال بن ملک محمد شیرازی)
- نورای اصفهانی
- محراب بیک
- میر ساوجی
- میر یحیی اصفهانی
- علاءالدین سبزواری
- درویش عبدی بخارائی
- میرمحمد مقیم تبریزی
- میرزاتقی مستوفی الممالک
- ابوتراب اصفهانی (ترابا)
- محمدصالح اصفهانی
- شمسا شیرازی
- عبدالرزاق قزوینی
- فیض امیر فیضا (فخرالزمان)
- میر محمد علی (شوهر گوهر شاد)

افزون برآن اغلب خوشنویسان پس از میر تا به امروز، از روی آثار به‌جا مانده از او مشق کرده‌اند و به‌نوعی شاگرد او محسوب می‌شوند.

## آثار
از میرعماد آثار خطی فراوانی به صورت مرقع یا «قطعات متفرقه» به جای مانده است که زینت‌بخش موزه‌های معتبر ایران و جهان و مجموعه‌های شخصی است. برخی از آثار او اکنون به موزهٔ خوشنویسی قزوین واقع در کاخ چهلستون منتقل شده‌اند. اخیراً به همت هنردوستان ایتالیایی و آمریکایی مجموعهٔ نفیسی از آثار میرعماد حسنی چاپ شده است و به همت موزه متروپولیتن نیویورک در دسترس علاقه‌مندان خط نستعلیق ایرانی قرار گرفته است.
آثار میرعماد در «مرقع سن‌پطرزبورگ» یعنی همان مرقع میرزا مهدی خان منشی نادرشاه، که احتمالاً در سال‌های انقلاب مشروطه کتابخانه سلطنتی ایران آن را به روس‌ها فروخته است، دیده می‌شود. این مرقع اخیراً به‌طور کامل چاپ شده و صفحاتی از آن به نام «کرشمهٔ ساقی» در ایران انتشار یافته است. رسالهٔ باباشاه اصفهانی نیز به خط اوست.

### در موزه‌های ایران و جهان
- تحفه الاحرار جامی- قلم کتابت عالی – رقم میرعماد – سال ۱۰۱۶ –کتابخانه کاخ گلستان
- گلشن راز شبستری- کتابت خفی عالی – رقم میرعماد- کاخ گلستان
- دیوان حافظ – کتابت عالی – رقم میرعماد – کاخ گلستان
- گلستان سعدی – کتابت ممتاز – رقم میرعماد – کاخ گلستان
- تکلمه النفحات عبدالغفور لاری – کتابت خفی و عالی – رقم میرعماد –سال ۹۹۲ ه‍.ق – کاخ گلستان
- بوستان سعدی – کتابت خفی و ممتاز – رقم میرعماد – کتابخانه مجلس
- بوستان سعدی سال ۱۰۱۲ در مجموعه دولتی افغانستان
- مثنوی گوی و چوگان رقم میرعماد در همان مجموعه
- تحفه الملوک رقم میرعماد سال ۱۰۱۹ در کتابخانه سرکاری رامپور هند
- الاسما الحسنی رقم میرعماد در همان کتابخانه
- سبحه الابرار جامی رقم میرعماد سال ۹۷۲ در همان کتابخانه
- رساله نصایح رقم میرعماد سال ۱۰۰۵ ه‍.ق
- مناجات خواجه عبدالله انصاری رقم میرعماد در همان کتابخانه
- زینه الملوک رقم میرعماد در همان کتابخانه
- پند نامه جامی به فرزند خود رقم میرعماد در کتابخانه ملک
- مناجات‌نامه خواجه عبدالله انصاری رقم میرعماد مجموعه دکتر عبدالله فروهر
- هفت بند حسن کاشانی رقم میرعماد مجموعه جعفری ادیب اصفهانی
- رباعیات خیام رقم میرعماد مجموعه عالی تورک گلدی سفیر ترکیه
- مناجات علی در کتابخانه دانشگاه استانبول
- مرقع میرعماد سال ۱۰۱۸ و ۱۰۱۲ در کاخ گلستان
- مرقع میرعماد در کتابخانه ملی پاریس
- مرقع میرعماد سال ۱۰۱۳ کتابخانه دانشگاه استانبول
- مرقع میرعماد سال ۱۰۰۳ و ۱۰۲۴ در همان کتابخانه
- کتیبه‌ایی با رقم میرعماد در تکیه میر فندرسکی در اصفهان که در اتاقی مجاور آرامگاه او موجود است. بقلم ۲ دانگ و غزل معروف حافظ است:

روضه خلد برین خلوت درویشان است مایه محتشمی خدمت درویشان است.